# Aponuphis brementi
Aponuphis brementi är en ringmaskart som först beskrevs av Fauvel 1916.  Aponuphis brementi ingår i släktet Aponuphis och familjen Onuphidae. Inga underarter finns listade i Catalogue of Life.